# Phoenicircus nigricollis
El cotinga rojo cuellinegro (Phoenicircus nigricollis), también denominado cotinga roja (en Colombia), cotinga-roja de cuello negro (en Perú) o cotinga roja pescuecinegra (en Venezuela), es una especie de ave paseriforme de la familia Cotingidae, una de las dos pertenecientes al género Phoenicircus. Es nativo de la cuenca occidental del Amazonas, en Brasil, Colombia, Ecuador y Perú, también en el estado de Amazonas, en la región de la frontera sur de Venezuela.

## Distribución y hábitat
Esta especie es considerada poco común y local en sus hábitats naturales: los estratos medio y bajo del bosque húmedo de tierras bajas, principalmente de «terra firme», hasta los 400 m de altitud.

### Oeste de la cuenca Amazónica
El cotinga rojo cuellinegro se encuentra en la cuenca occidental del Amazonas en dos gamas distintas, una en la cuenca del noroeste, y el otro en el centro-suroeste.
La gama del noroeste de la cuenca amazónica tiene el río Amazonas como su límite sur, en el este se limita a la confluencia del río Negro con el Amazonas y en su costa occidental y más allá, aguas arriba y cruzar a la zona fronteriza muy al sur de Venezuela, pero continúa hacia el oeste a toda la Amazonía sur de Colombia y Ecuador oriental. A partir de este rango continuo que se extiende hacia el sur en el mismo oeste de la cuenca sudoeste del Amazonas en el norte de Perú, y de nuevo se limita a la margen norte del tramo inferior del río Ucayali, y la orilla norte del río Marañón (el oeste del río Amazonas).
El segundo rango en el centro-sur es también de tamaño similar y está limitada al oeste por la orilla oriental del río Madeira, al norte por el río Amazonas, y extiende el rango de este lado del río Tapajós, en la mitad inferior aguas abajo.
Es de destacar que el otro cotinga del género Phoenicircus, el cotinga rojo guayanés Phoenicircus carnifex tiene su rango en las Guayanas y la cuenca del Amazonas oriental, y que sólo se cruza con el rango del cuello negro en el cuarto inferior de la cuenca del río Tapajós, y sus alrededores.

## Descripción
El macho mide en promedio 23 cm y la hembra 24 cm de longitud. La corona, pecho, vientre, crísum y cola son de color rojo escarlata; la garganta, mejillas, cuello, nuca, dorso, grupa y punta de la cola son negras. La hembra, en lugar de negro presenta color castaño oscuro y las partes rojas son más opaco, el crísum no es escarlata, y la cola es enteramente rojiza sin punta negra.

## Comportamiento

### Alimentación
Se alimenta casi exclusivamente de frutos, como los del género Trichilia. Adicionalmente consume arácnidos e insectos.

### Reproducción
En la época de apareamiento, seis a diez machos realizan en el bosque, ante las hembras, exhibiciones tipo lek, que incluyen vocalizaciones, movimientos de la cabeza y las plumas, vuelos y ruidos producidos con las alas, a una altura del suelo de ocho a quince m.  Construye su nido en forma de plataforma. La hembra pone dos o tres huevos blancos, crema o de un color claro con pintas oscuras.

### Vocalización
Mientras realizan sus exhibiciones, los machos periódicamente profieren un explosivo «skiíyh!», algunas veces en serie. Otros machos pueden seguirlo, produciendo una explosión de llamados que puede continuar por un minuto o dos antes de gradualmente caer en silencio. Ocasionalmente, mientras forrajean, ambos sexos producen el mismo llamado, a veces en vuelo.

## Sistemática

### Descripción original
La especie P. nigricollis fue descrita por primera vez por el naturalista británico William Swainson en 1832 bajo el mismo nombre científico; la localidad tipo es «Río Negro cerca de Barcelos, Brasil.»

### Etimología
El nombre genérico masculino «Phoenicircus» se compone de las palabras del griego «phoinix, phoinikos» que significa ‘escarlata’, y «kerkos» que significa ‘cola’; y el nombre de la especie «nigricollis», se compone de las palabras del latín «niger» que significa ‘negro’, y «collis» que significa ‘de cuello’.

### Taxonomía
Es pariente próxima a Phoenicircus carnifex; tal vez podrían ser consideradas conespecíficas, excepto por el hecho de que sus zonas de distribución se sobreponen en la región del bajo río Tapajós y tal vez entre este y el río Xingú. Es monotípica.